# Lloyd Chitembwe
Lloyd Chitembwe (21 de junho de 1971) é um treinador e ex-futebolista profissional zimbabuano que atuava como defensor.

## Carreira
Lloyd Chitembwe representou o elenco da Seleção Zimbabuense de Futebol no Campeonato Africano das Nações de 2006.